# Aphria gracilis
Aphria gracilis är en tvåvingeart som beskrevs av Louis-Paul Mesnil 1963. Aphria gracilis ingår i släktet Aphria och familjen parasitflugor. Inga underarter finns listade i Catalogue of Life.